# Mochizuki Takashi
Takashi Mochizuki (sinh ngày 19 tháng 4 năm 1978) là một cầu thủ bóng đá người Nhật Bản.

## Sự nghiệp câu lạc bộ
Takashi Mochizuki đã từng chơi cho Tokyo Verdy.